# Горно Лабунищко езеро
Горното Лабунищко езеро (на македонска литературна норма: Горно Лабунишко Езеро) е малко ледниково езеро в планината Ябланица, Република Македония.

## Характеристики
Разположено е в източните склонове на Ябланица, близо до границата на Република Македония с Албания. Езерото е с обща площ от 962 m². Езерото има кръгла, издължена крушовидно на изток форма. В посока север-юг е дълго 62 метра, а в посока изток-запад е 56 метра. Има дълбочина от 2,85 метра.